# Angolesos a Zàmbia
Els angolesos a Zàmbia són la població d'origen angolès resident a Zàmbia.

## Història de la migració
Quan Zàmbia es va independitzar de l'Imperi Britànic en 1964 molts membres dels moviments d'alliberament nacional dels països veïns, inclosa Angola, van trobar al país una base hospitalària per a les seves operacions. Tanmateix l'est d'Angola (prop de la frontera amb Zàmbia) era menys densament poblat que la regió septentrional adjacent al Zaire (ara la República Democràtica del Congo); Zaire i no Zàmbia, per tant, era la destinació principal dels refugiats angolesos en aquells dies. La majoria d'aquests refugiats eren d'ètnia lovale, un grup ètnic també present a Zàmbia. El govern de Zàmbia va intentar allunyar-los de la frontera; els van establir primer a Zambezi a la província del Nord-Oest i a Mayukwayukwa in província de l'Oest. Posteriorment, a causa de les tensions ètniques, els de Zambezi van ser transferits a Meheba prop de Solwezi (també a la província del nord-oest). La població de refugiats va arribar aproximadament a 25.000 en 1972, tot i els esforços del govern de Zàmbia per controlar l'afluència i retornar nous arribats a Angola.
Amb l'inici de la Guerra Civil angolesa de 1975, el nombre de refugiats va començar a expandir-se i els esforços de repatriació també es van detenir. La pau va tornar breument a Angola amb els acords de Bicesse de 1991 i va portar esperança al govern que podrien repatriar als refugiats, però el combat es va reprendre el 1992, el que va provocar una nova afluència. A finals d'aquell any, el nombre de refugiats angolesos havia arribat a 101.779. El nombre continuaria expandint-se; pel 2001, es va estimar que hi havia 200.000 refugiats angolesos a Zàmbia, que representaven el 77% de tots els refugiats del país. En lloc de viure en camps de refugiats o trobar assistència a través de plans de reassentament del govern, molts refugiats angolesos es van instal·lar sols als pobles de Zàmbia.
El 2002, es va negociar un acord de pau que va acabar amb la guerra. Es calcula que en 2006 uns 63.000 havien estat repatriats a Angola. Tanmateix el terme "repatriació" en si mateix pot ser enganyós; un estudi dels angolesos a Zàmbia va trobar que es veien simplement com a pobladors; La reubicació dels seus pobles a Zàmbia a Angola no es va percebre com un retorn a casa, sinó que deixaven les llars per buscar una vida millor.